# أنستاسافين
أنستاسافين (الأرمينية: Անաստասավան) هي مدينة في مقاطعة يريفان في أرمينيا.